# Tătari

Steagul Tatarstanului, al tătarilor din Rusia, Bielorusia și Polonia.

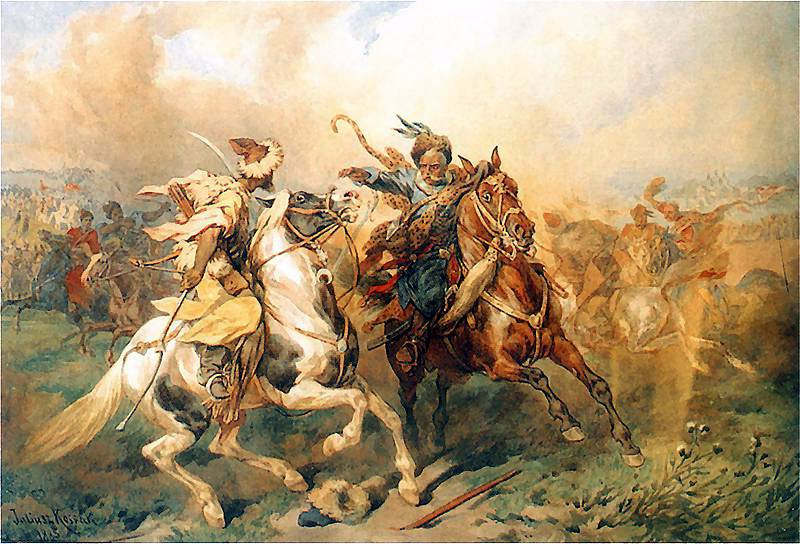
Tătari (sec. al XVII-lea d.C.) la vreo întrecere, probabil pe teritoriul Hanatului Crimeei.

Tătarii sunt o comunitate de origine mongolo-turco-turanică dispersați pe arii întinse ale Asiei, dar prezenți pe arii restrânse și în anumite regiuni ale Europei de Est, inclusiv în Dobrogea.

## Etnogeneză

Popoare migratoare pe teritoriul carpato-danubiano-pontico-nistrean, în Evul Mediu mijlociu (azi, România & R. Moldova)

Etnogeneza tătarilor de astăzi suscită controverse vii și puncte de vedere uneori contradictorii: prima teorie, mai veche, ai cărei partizani sunt îndeosebi autorii ruși, îi consideră pe vechii tătari ca fiind de origine mongolă. Al doilea punct de vedere, care capătă o pondere din ce în ce mai mare printre istorici, îi apreciază pe tătari, de la bun început, ca element component al lumii proto-turce.
Cunoscuți deja de cronicarii chinezi sub numele de „Da-da” sau „Ta-ta” și de cronicarii persani sub numele de „Tatar”, ei înșiși se numeau „Tatar”, în cronica autohtonă Istoria secretă a Mongolilor, epopee contemporană intrării lor pe scena istoriei universale la începutul secolului al XIII-lea.

Steagul tătarilor din Crimeea și al celor din Dobrogea.

Tătarii, care în secolul al V-lea d.C. trăiau în deșertul Gobi, după subjugarea lor în secolul al IX-lea de către dinastia Liao din China, au migrat spre sud și au participat la fondarea Imperiului mongol al lui Genghis Han.
O diferență fundamentală dintre mongoli și tătari constă, azi, în religiile diferite pe care le-au îmbrățișat: în timp ce mongolii practică budismul de orientare lamaistă, tătarii sunt musulmani sunniți.
După retragerea mongolilor din Europa, o parte dintre ei au rămas aproape, aceia fiind numiți tătari. Au luat religia musulmană de la turci. Aspectele tătarilor dovedesc că ei nu sunt de origine turcică, ci mongolă.

## De la hanatele tătărești la Republica Tatarstan
În Evul Mediu, tătarii au ocupat arii întinse din Rusia de azi, în special pe cele din vecinătatea fluviului Volga. Unele din aceste teritorii au constituit hanate tătărești independente care au fost treptat cucerite de ruși, mai ales de trupele de cazaci creștini ortodocși, special constituite pentru a lupta împotriva tătarilor, respectiv împotriva semințiilor turce musulmane. Două din aceste hanate tătărești au fost în mod deosebit remarcabile pentru longevitatea și însemnătatea lor politico-militară: la nord, cel din Kazan de pe cursul superior al Volgii, și cel din Astrahan la confluența fluviului cu Marea Caspică. Ambele au devenit cu timpul parte a Rusiei țariste. După preluarea puterii de către sovietici, fostul hanat de la Kazan a devenit o republică sovietică autonomă tătărească, transformată după 1991 în Republica semi-indepententă denumită Tatarstan.

## Hoarda de Aur și tătarii din Crimeea
O altă regiune a fostei Rusii țariste și timp de mai multe secole otomană, unde tătarii și-au creat un stat și structuri politice, cuprindea Crimeea de azi și regiunile învecinate riverane Mării Negre, care a inclus pentru un timp și așa-zisul Bugeac (sudul istoric al Basarabiei). Acest hanat s-a denumit Hoarda de Aur, iar adesea trupe provenind de aici au invadat în Evul Mediu, sau chiar mai târziu, în raiduri cu caracter punitiv, Moldova sau Transilvania. Unul din motivele pentru care Maria Tereza a înființat regimentele grănicerești din estul Transilvaniei l-au constituit invaziile tătărești în această provincie. Hoarda de Aur a căzut cu timpul sub dominația sultanului otoman de la Istanbul și a fost cucerită de ruși în timpul domniei țarinei Ecaterinei a II-a și a generalului ei Potemkin. Cu toate acestea, Crimeea a continuat să adăpostească o importantă populație tătărească. În timpul Rusiei sovietice din perioada interbelică, acești tătari, aidoma celor din Kazan, au obținut un statut formal de autonomie regională și culturală. În timpul ocupației naziste a Crimeei, acești tătari au fost acuzați de colaborationism cu germanii, iar ei au fost deportați din Crimeea în Asia Centrală. Aceste deportări au fost descrise mai târziu drept "etno-genocid", iar mai recent, unii din acești tătari au început să se reîntoarcă în Crimeea (pe vremea când teritoriul aparținea Ucrainei), azi sub ocupația Federației Ruse.

### Tătarii din Dobrogea

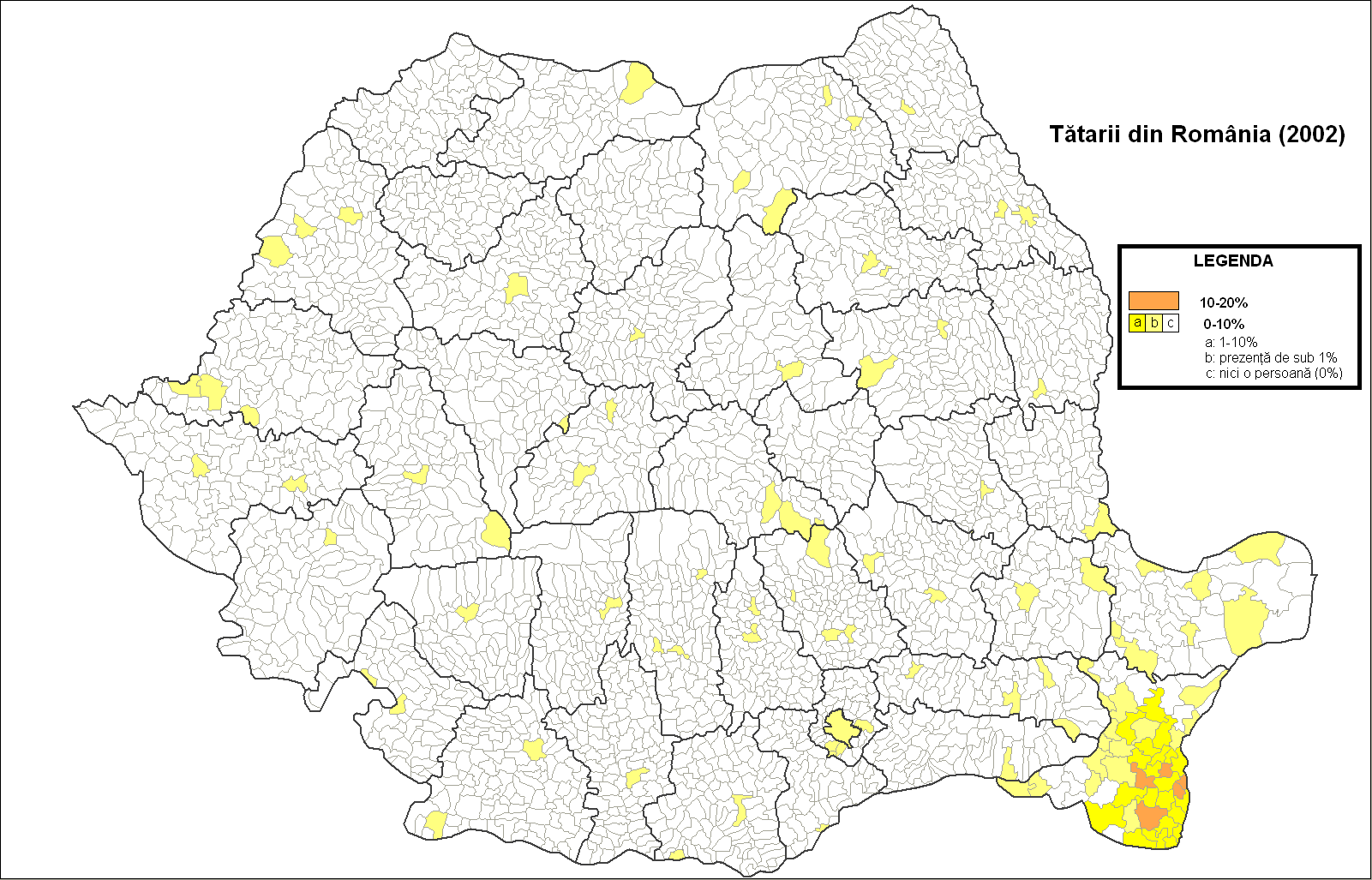
Tătarii din Romania (2002)

Tătarii din Dobrogea numără aproximativ 20.000-25.000 de persoane și sunt urmașii tătarilor din hanatul Hoardei de Aur (din Bugeacul și Crimeea învecinate), colonizați aici. În România, ei sunt aliați politic cu coreligionarii lor turci și trimit în Parlamentul României câte un deputat. Dintre așezările dobrogene, orașul Medgidia, renumit pentru geamia sa “ Abdul Medgid “ are o concentrație însemnată de tătari autohtoni. În multe localități din județele Constanța și Tulcea se găsesc multe geamii. Unele dintre acestea au fost construite cu mulți ani în urmă, având valoare istorică (geamia din Mangalia), altele fiind construite mai recent, îndeosebi după Revoluția din '89. Geamia Esmahan Sultan din Mangalia este cea mai veche geamie din Dobrogea, datând din anul 1456. În prezent, aceasta face parte din patrimoniul cultural al statului și este în restaurare.

### Tătarii în alte părți
Comunități autonome de tătari se găsesc în diverse țări: Bulgaria, Ucraina, Polonia.
În Polonia, tătarii trăiesc ca autohtoni în câteva sate din apropierea așezării Białystok. Acești tătari au fost colonizați aici în Evul Mediu și, în prezent, au adoptat, în mare parte, limba și obiceiurile polonilor majoritari. Ei reprezintă o curiozitate printre tătari, ca fiind singurii din această seminție care sunt creștini, mai precis de religie romano-catolică. Tătarii musulmani locuiesc în doar două sate în voievodatul Podlasia: Bohoniki și Kruszyniany. De asemenea, comunități ale tătarilor se mai pot întâlni și în zonele urbane Gdańsk, Varșovia și Gorzów. Numărul total se cifrează la 3.000 persoane.

## Tătari renumiți
- Charles Bronson (1921-2003), actor american
- Aliya Mustafina (n. 1994), gimnastă rusă
- Dinara Safina (n. 1986), jucătoare de tenis de câmp rusă
- Marat Safin (n. 1980), jucător de tenis de câmp și politician rus
- Irina Shayk (n. 1986), fotomodel și actriță rusă
- Aida Garifullina (n. 1987), soprană rusă